# Autour de Meyer
Astur meyerianus
Espèce
Statut de conservation UICN

 LC  : Préoccupation mineure
Statut CITES
L'Autour de Meyer (Astur meyerianus) est une espèce d'oiseaux de la famille des Accipitridae.

## Répartition
Cette espèce vit en Indonésie, en Papouasie-Nouvelle-Guinée et dans les îles Salomon.